# Gentil Bellani
Gentil Bellani (Passo Fundo, 17 de abril de 1918 – Chapecó, 9 de novembro de 1995) foi um político brasileiro.

## Vida
Filho de José Bellani e de Hélia Baccin Bellani.

## Carreira
Nasceu em Passo Fundo e foi com a família para Aratiba. Posteriormente residiu em Seara e Concórdia, indo posteriormente para Chapecó. Serviu na Brigada Militar em Porto Alegre. Foi balseiro entre os anos de 1933 e 1948 com mais de 17 viagens partindo de Aratiba, Itá para a Argentina, navegando pelo rio Uruguai. Foi caminhoneiro. Suplente de Vereador em Concórdia, em 1947. Candidato a prefeito de Chapecó em 1958, sendo derrotado por João Destri. Foi deputado à Assembleia Legislativa de Santa Catarina na 4ª legislatura (1959 — 1963), como suplente convocado, na 5ª legislatura (1963 — 1967), eleito pela União Democrática Nacional (UDN), na 6ª legislatura (1967 — 1971), na 7ª legislatura (1971 — 1975), e na 8ª legislatura (1975 — 1979), eleito pela Aliança Renovadora Nacional (ARENA).
Chegou à vice-presidência da Assembleia Legislativa. Representou o parlamento catarinense em diversas viagens ao exterior. Oficial do Cartório de Registro de Imóveis da Comarca de Chapecó até 1988. Casado por mais de 50 anos com Pierina Marafon Bellani. Genro de Andrea Antonio Marafon, fundador do Frigorífico Marafon da marca produtos Aurora-Chapecó-SC. Cunhado de Biaggio Aurélio Paludo, fundador do frigorífico Seara e primeiro prefeito de Seara. Pai de cinco filhos, Eli Maria Bellani (historiadora), Maria Antonieta Bellani (psicóloga), Gentil Bellani Filho (engenheiro), José Pedro Bellani (advogado) e Ana Maria Bellani (enfermeira).